# TrueType
A TrueType vektoros betűkészlet-formátumot az 1980-as évek végén fejlesztette ki az Apple Inc. az Adobe PostScript Type–1-es betűkészlet-formátumának versenytársául. A modern grafikus felületek betűkészleteinek és betűkészlet-formátumainak (Apple Advanced Typography, Graphite és részben az OpenType) alapja.
A formátum eredetileg azzal tűnt ki, hogy kiváló raszterizálást képes biztosítani az alacsony felbontású képernyőkre, de az erre vonatkozó adatokat a mai TrueType betűkészletek gyakran nem tartalmazzák.

## Apple Mac OS és Windows
A TrueType az Apple Mac OS és Windows operációs rendszerek legelterjedtebb betűkészlet-formátuma (bár a Type–1-es és – a Mac OS X és a Windows 2000 óta – az OpenType formátumokat is támogatják). Az operációs rendszerek újabb rendszerbetűi többnyire már OpenType formátumúak, de a legtöbb ingyenes vagy olcsó betűkészlet még a TrueType formátumot használja.
A nagyobb képernyőfelbontás mellett egyre kevésbé van szükség a TrueType betűkészletek raszterizálást javító adataira (hinting). Az Apple Mac OS szinte semmit nem használ fel ezekből az adatokból, a Microsoft ClearType technológiája pedig sokat figyelmen kívül hagy.

## Linux és más operációs rendszerek
A Linux és más szabad operációs rendszerek David Turner FreeType programkönyvtárát használják a TrueType fontok kezelésére. A programkönyvtár sokáig nem használhatta alapértelmezés szerint a TrueType betűkészletek (egy erre szolgáló virtuális gép byte-kódján leírt) raszterizálási adatait az Apple 2010 májusában lejárt szoftverszabadalma miatt.

## TrueType-on alapuló további formátumok
Az OpenType formátum TrueType és Type–1-es formátumú betűkészleteket is tartalmazhat, így csak részben tekinthető a TrueType formátum bővítésének. Az Apple Advanced Typography és a Graphite formátumok a TrueType formátum kiegészítő táblázataiban tárolják saját adataikat, így felülről kompatibilisek a TrueType formátummal. Az Apple Advanced Typography az Apple védett formátuma, a Graphite ezzel szemben egy nyílt forráskódú referencia-programkönyvtárral is rendelkező nyílt betűkészlet-formátum, amelyet többek között a LibreOffice és az OpenOffice.org irodai programcsomag támogat.

## Külső hivatkozások
- TrueType specification (Apple)